# Marie Schnür

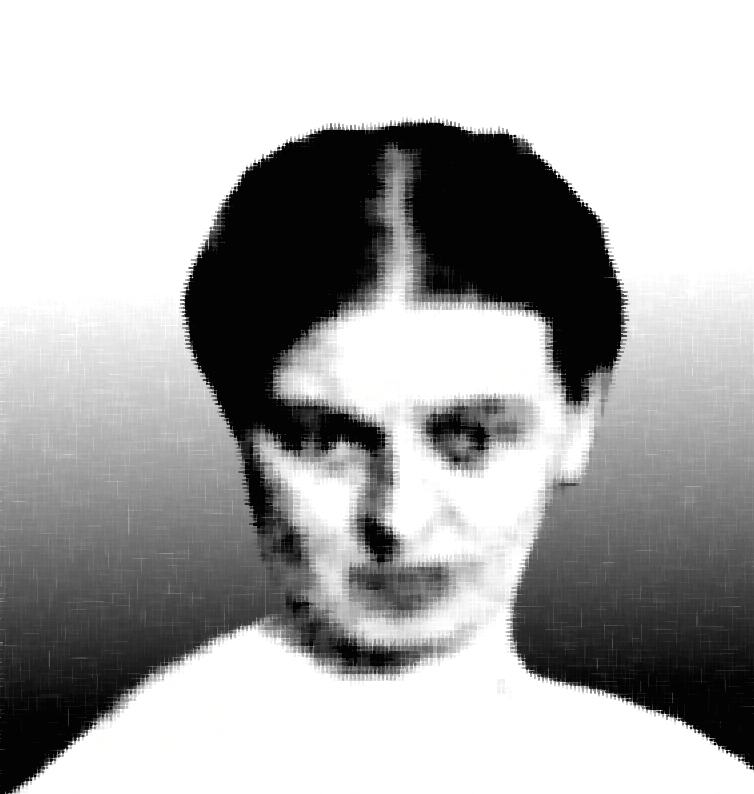
Marie Schnür (1906)

Marie Christine Henriette Margarete Schnür, auch Marie Marc-Schnür, (* 19. Februar 1869 in Wegezin; † 16. Februar 1934 in Swinemünde) war eine deutsche Malerin, Illustratorin und Silhouetten-Künstlerin. Sie war von 1907 bis 1908 die erste Ehefrau des Malers Franz Marc.

## Leben und Werk

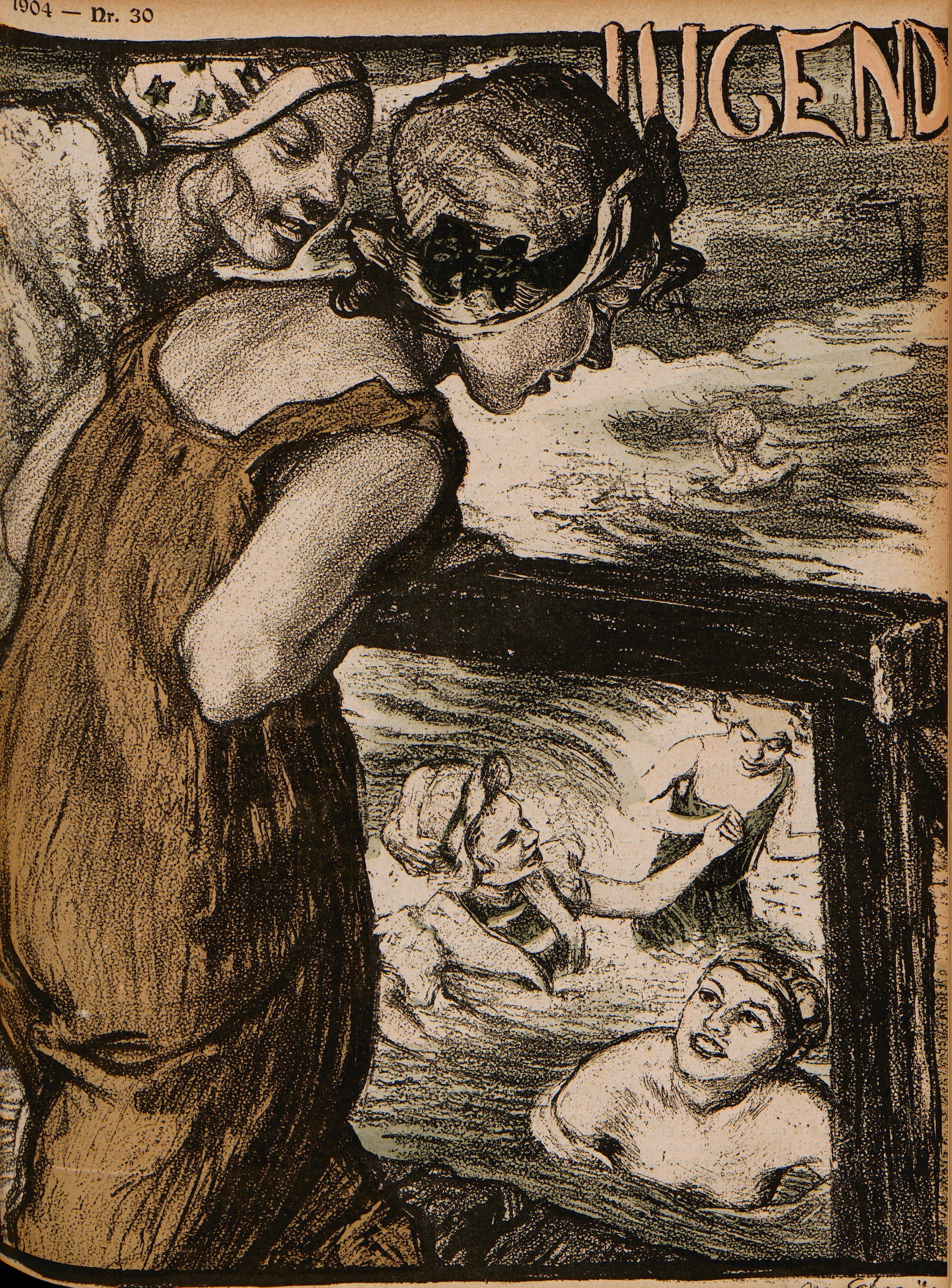
Umschlag der Jugend, Nr. 30, 1904

Marie Schnürs Vater Ernst Friedrich entstammte der wohlhabenden Familie Schnür, die in Coburg im Herzogtum Sachsen-Coburg und Gotha ansässig war und dort ein großes Anwesen mit einer historischen Parkanlage besaß, von welcher heute noch Schnürs Pavillon als Baudenkmal erhalten ist.
Ernst Friedrich Schnür (1838–1900) hatte in der preußischen Provinz Pommern die Tochter des Rittergutsbesitzers zu Wolckow und Lückow, Sophie Caroline Friederike Pogge (1845–1908), geheiratet und bewirtschaftete mit ihr das südwestlich von Anklam im heutigen Mecklenburg-Vorpommern gelegene Gut Wegezin. Dort wuchs Marie Schnür mit vier Schwestern auf.

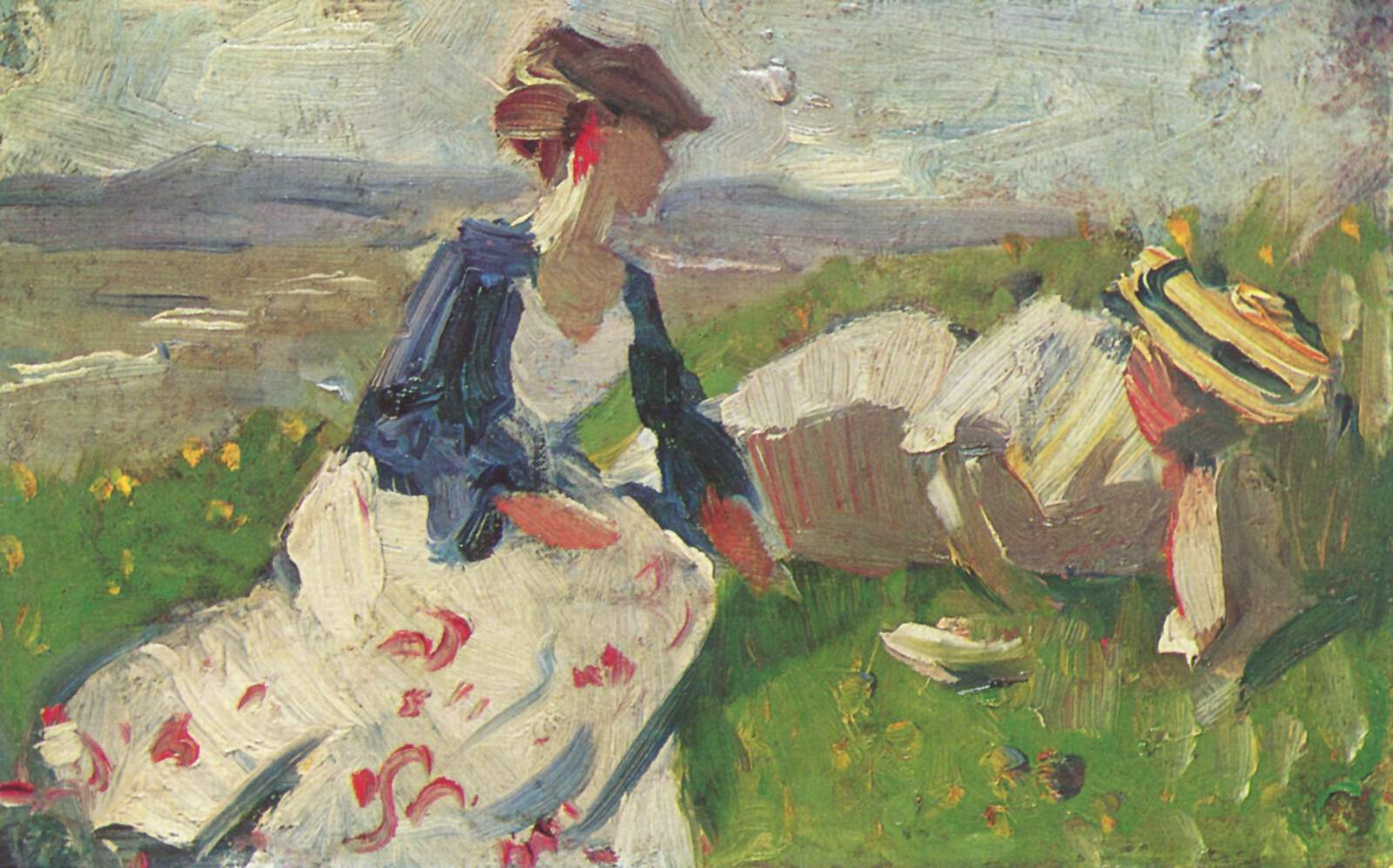
Franz Marc: Zwei Frauen am Berg, Skizze (1906). Marie Schnür (links) und Maria Franck

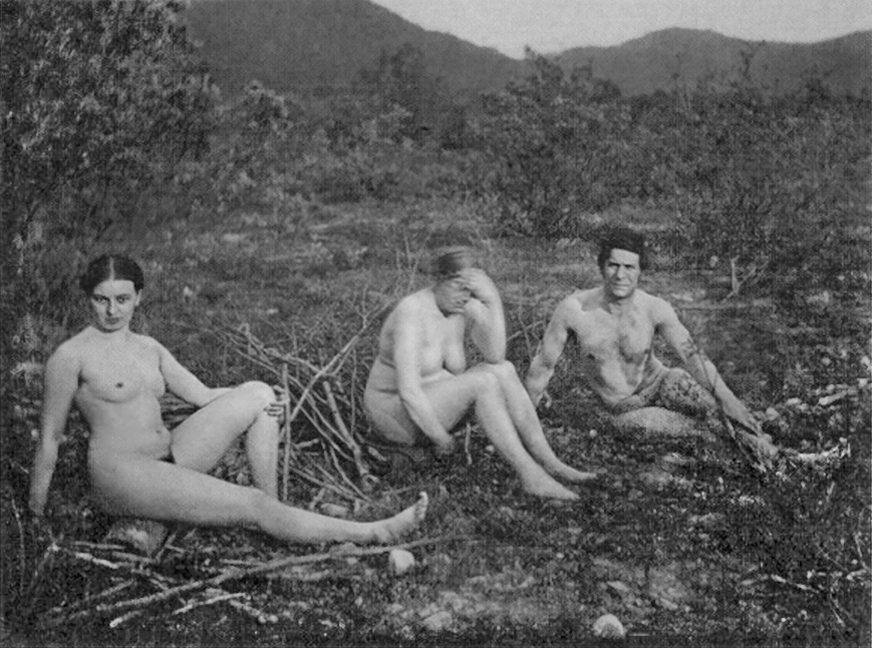
Marie Schnür (links), Maria Franck und Franz Marc am Kochelsee, 1906

Sie besuchte die Schule des Vereins der Berliner Künstlerinnen in Berlin und wurde dort vorwiegend vom Grafiker und Bildhauer Conrad Fehr unterrichtet. Früh zeigte sich ihre Begabung als Zeichnerin. Weitere Abschnitte ihrer Ausbildung absolvierte sie in München bei Ludwig Schmid-Reutte und Wilhelm Dürr d. J.
Schnür arbeitete in München als Illustratorin für die wöchentlich erscheinende illustrierte Zeitschrift Jugend (Münchner illustrierte Wochenschrift für Kunst und Leben). Ihre Zeichnungen erschienen häufig auf den Titelseiten der Zeitschrift. Sie illustrierte auch Bücher und Liedtexte und war außerdem eine begabte Silhouetteurin.
Sie unterrichtete an der Damenakademie des Münchner Künstlerinnenvereins, wo sie die Klasse für Stillleben und Blumenbilder leitete. An der Akademie freundete sie sich mit ihrem elf Jahre jüngeren Kollegen und späteren Ehemann Franz Marc und dessen späterer zweiter Ehefrau Maria Franck an, die damals als Schülerin an der Damenakademie eingeschrieben war. Im Sommer des Jahres 1906 führten die drei auf Marcs Wunsch hin in Kochel am See eine Ménage-à-trois. In diesen Monaten entstand Marcs Gemälde Zwei Frauen am Berg, auf welchem Marie Schnür und Maria Franck zusammen abgebildet sind. Dort am Ufer des Kochelsees nahm Marcs Bruder Paul auch das Nacktfoto auf, auf dem alle drei zusammen zu sehen sind.
Am 19. Februar 1906 (an ihrem 37. Geburtstag) brachte Schnür in Paris heimlich ein uneheliches Kind zur Welt. Zum Vater des Kindes werden in den Quellen unterschiedliche Angaben gemacht; zum einen wird hier der Maler Angelo Jank genannt, zum anderen der Münchner August Gallinger, damals Doktor der Philosophie und Student der Medizin kurz vor dem Staatsexamen. Sie durfte ihren Sohn Klaus Stephan Schnür jedoch nach damaliger Rechtsauffassung als unverheiratete Frau nicht allein erziehen, sondern musste ihn bei ihrer verwitweten Mutter lassen, die inzwischen in Swinemünde lebte. Um ihr Kind zu sich nehmen zu dürfen, so erinnerte sich Marcs zweite Ehefrau Maria Franck später, soll Schnür das Angebot Franz Marcs angenommen und ihn am 27. März 1907 in München-Obermenzing pro forma geheiratet haben, wohl wissend, dass dieser mit ihrer Schülerin Maria Franck liiert war und die Ehe mit ihr gar nicht vollziehen wollte. Wahrscheinlicher scheint, dass Marc diese „rührselige Geschichte“ erfand, um die aufgebrachte Maria Franck zu beruhigen, während seine dritte Geliebte, Annette Simon-von Eckardt, eher still unter der Eheschließung litt. Bereits im Juli 1908, nach etwas mehr als einem Jahr, wurde die Ehe mit Marie Schnür wieder geschieden. Entgegen den vorherigen Absprachen klagte sie bei der Scheidung überraschend auf Ehebruch Marcs mit Maria Franck und verhinderte so für mehrere Jahre, dass Franz Marc und Maria Franck heiraten konnten.
In München pflegte Schnür freundschaftliche Kontakte zu Gertraud Rostosky, die sie in der Damenakademie kennengelernt hatte, und zu der Künstlergruppe Die Scholle, deren Mitglieder teilweise wie Schnür für die Zeitschrift Jugend arbeiteten. Als Mitglied eines Künstlerkreises um die Malerin und Illustratorin Marion Gräfin Kaulitz entwarf Schnür 1908 auch anspruchsvolle Künstlerpuppen und nahm mit diesen an einer Ausstellung im Münchner Kaufhaus Hermann Tietz teil.

Im Jahr 1910 gab Alexander von Bernus, der zu jener Zeit dort das kleine Theater Schwabinger Schattenspiele betrieb, ein Buch für Kinder und Jugendliche mit dem Titel Sieben Schattenspiele. Mit vierzehn Schattenbildern heraus, in welchem auch Figurenentwürfe von Schnür enthalten waren.
Nach der Scheidung von Franz Marc und dem Tod ihrer Mutter im selben Jahr ließ sich Schnür in Swinemünde nieder. Auf einem Werk aus dem Jahr 1918 wird ihr Wohnort dann mit Berlin angegeben. Über ihren weiteren Lebensweg ist kaum etwas bekannt. 
Marie Marc-Schnür starb wenige Tage vor Vollendung ihres 65. Lebensjahres am 16. Februar 1934 in Swinemünde, wo sie an der Adresse Dünenstraße 8 als Kunstmalerin gemeldet war.

## Werke

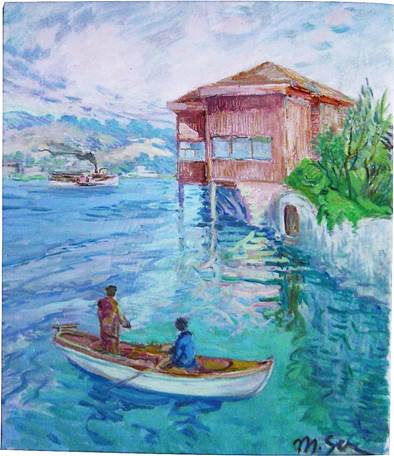
Badehaus an einem Alpensee (ohne Datum)

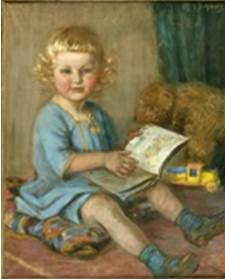
Kind mit Bilderbuch (um 1900)

- Titelbild der Zeitschrift Jugend. Münchner illustrierte Wochenschrift für Kunst und Leben Nr. 25/1901, Universitätsbibliothek Heidelberg
- Titelbild der Zeitschrift Caecilia,  Jugend. Münchner illustrierte Wochenschrift für Kunst und Leben Nr. 28/1901, Universitätsbibliothek Heidelberg
- Titelbild der Zeitschrift Jugend. Münchner illustrierte Wochenschrift für Kunst und Leben Nr. 15/1902, Universitätsbibliothek Heidelberg
- Illustration Wen ich lieb hab', dem thu ich winken... in: Jugend. Münchner illustrierte Wochenschrift für Kunst und Leben. Nr. 39/1902, Universitätsbibliothek Heidelberg
- Illustration Ein kleines Märchen. In:  Jugend. Münchner illustrierte Wochenschrift für Kunst und Leben. Nr. 43/1902, Universitätsbibliothek Heidelberg
- Titelbild der Zeitschrift Jugend. Münchner illustrierte Wochenschrift für Kunst und Leben Nr. 13/1904, Universitätsbibliothek Heidelberg
- Zeichnung Zwerg-König Laurin. In: Jugend. Münchner illustrierte Wochenschrift für Kunst und Leben. Nr. 21/1904, Universitätsbibliothek Heidelberg
- Titelbild der Zeitschrift Jugend. Münchner illustrierte Wochenschrift für Kunst und Leben Nr. 30/1904, Universitätsbibliothek Heidelberg
- Titelbild der Zeitschrift Jugend. Münchner illustrierte Wochenschrift für Kunst und Leben Nr. 12/1905, Universitätsbibliothek Heidelberg
- Zeichnung zum Gedicht Lied an der Wiege. In: Jugend. Münchner illustrierte Wochenschrift für Kunst und Leben. Nr. 20/1905, Universitätsbibliothek Heidelberg
- Alexander v. Bernus: Sieben Schattenspiele. Mit vierzehn Schattenbildern von Rolf Hoerschelmann, Dora Polster, Greta von Hoerner, Doris Wimmer, Karl Thylmann und Marie Schnür. Müller, München 1910, OCLC 258646132.
- Titelbild der Zeitschrift Jugend. Münchner illustrierte Wochenschrift für Kunst und Leben Nr. 11/1916, Universitätsbibliothek Heidelberg
- Soldaten-Abschied. In: Jugend. Münchner illustrierte Wochenschrift für Kunst und Leben. 1918, Nr. 6, S. 107. (liederlexikon.de)